# Pomatorhinus montanus
A Pomatorhinus montanus a madarak osztályának verébalakúak (Passeriformes) rendjébe és a timáliafélék (Timaliidae) családjába tartozó faj.

## Rendszerezése
A fajt Thomas Horsfield angol zoológus írta le 1821-ben.

## Alfajai
- Pomatorhinus montanus bornensis Cabanis, 1850
- Pomatorhinus montanus montanus Horsfield, 1821
- Pomatorhinus montanus occidentalis Robinson & Kloss, 1923
- Pomatorhinus montanus ottolanderi Robinson, 1918[2]

## Előfordulása
Délkelet-Ázsiában, Brunei, Indonézia, Malajzia és Thaiföld területén honos. Természetes élőhelyei a szubtrópusi és trópusi síkvidéki és hegyi esőerdők. Állandó, nem vonuló faj.

## Megjelenése
Testhossza 21 centiméter.
|  |

## Természetvédelmi helyzete
Az elterjedési területe nagyon nagy, egyedszáma pedig stabil. A Természetvédelmi Világszövetség Vörös listáján nem fenyegetett fajként szerepel.